# Моруга Василь Васильович

Василь Моруга

Мору́га Васи́ль Васи́льович (13 червня 1947, с. Сонцеве, Донецька область — †14 травня 1989, Київ) — український поет, журналіст, перекладач. Головний редактор дитячого журналу Барвінок (1984- 1989).

## Життєпис
З родини селян, які працювали у колгоспі. Від ран, отриманих у війську, батько помер за кілька місяців до народження сина. Коли Василеві виповнилося три місяці, мати переїхала до с. Федорівка (с. Чубарівка) — до своїх батьків.
1965 із золотою медаллю закінчив Чубарівську СШ.
Перші вірші з'явилися в районній газеті. За рекомендацією обласних органів преси Моруга їде навчатися до Київського державного університету ім. Т. Г. Шевченка. Служив в армії. Працював на заводі «Арсенал».
Починав як адепт «тихої лірики».
Журналістська кар'єра почалася у газеті «Комсомольское знамя», журналі «Дніпро», потім — в апараті ЦК ЛКСМ України. Будучи головним редактором журналу «Барвінок», доклав багато зусиль для піднесення його художнього рівня і популярності.
Перекладав з болгарської, іспанської, французької (Гі де Мопассан) мов.
Нагороджений медаллю А. С. Макаренка.
Загинув у автокатастрофі.

## Творчість
Поетичні збірки:
- «Грозовіття» (1969)
- «Ключі до тиші» (1972)
- «Портрет землі» (1977)
- «Юності бентежні ешелони» (1978)
- «Чебрецеві острови» (1984)
- «Дорога над лугом» (1985)
- «Відблиск миті» (1986)

Друкував документальні твори, казки для дітей.